# Maicer Izturis
Maicer Izturis (nació el 12 de septiembre de 1980 en Barquisimeto, Lara, Venezuela) es un infielder venezolano que juega para los Azulejos de Toronto en las Grandes Ligas de Béisbol. Es hermano menor del beisbolista César Izturis.

## Biografía

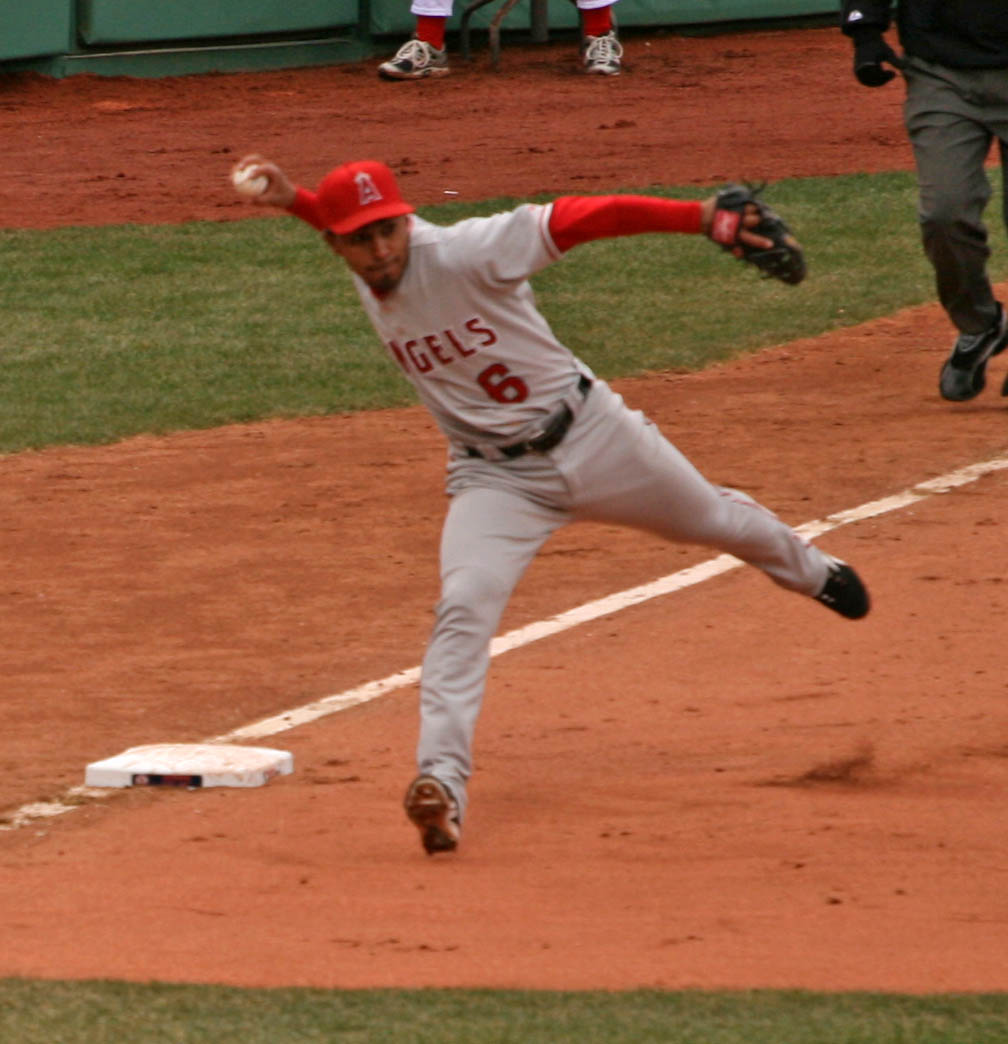
Maicer Izturis con los Angelinos de Los Ángeles de Anaheim.

Fue fichado por los Indios de Cleveland en abril de 1998. Luego fue traspasado a los Expos de Montreal al final de la temporada 2003, equipo con el que debutó el 26 de abril del 2004, siendo el venezolano número 167 en vestir un uniforme de las Grandes Ligas. Desde 2005 hasta 2012 jugó con Los Angelinos de Los Ángeles de Anaheim. Pertenece a los Azulejos de Toronto desde 2013.
Maicer Izturis juega también para el equipo Cardenales de Lara de la Liga Venezolana de Béisbol Profesional (si bien comenzó su carrera con los Caribes de Oriente hasta el año 2002 cuando pasa a los Leones del Caracas junto con Jackson Melián y Tomás Pérez, para luego llegar al Pastora de los Llanos -transformados posteriormente en los Bravos de Margarita- en el año 2003 por Marco Scutaro). Durante el mes de abril de 2010 es transferido a Tiburones de La Guaira conjuntamente con Rainer Olmedo y Alex Serrano, a cambio del relevista Ronald Belisario, el receptor Manuel Piña, el prospecto Wilmer Flores y el jardinero José Sayegh. En 2014 pasa al equipo crepuscular en cambio por el infielder Alcides Escobar.
Actualmente se encuentra retirado del béisbol rentado y dirige junto con su hermano César la academia de béisbol César y Maicer Izturis  en el Estado Lara.